# Czosnów (plaats)
Czosnów is een dorp in het Poolse woiwodschap Mazovië, in het district Nowodworski (Mazovië). De plaats maakt deel uit van de gemeente Czosnów en telt 420 inwoners.